# Hermann Höfle
Ne doit pas être confondu avec Hermann Höfle (général SS).
Pour les articles homonymes, voir Höfle.
Hermann Julius Höfle, né le 19 juin 1911 à Salzbourg et mort le 21 août 1962 à Vienne, est un membre du parti nazi et un SS-Sturmbannführer. En 1942, il est nommé par Odilo Globocnik chef de l'état-major spécial de l’Aktion Reinhard.

## Biographie

### Jeunesse en Autriche
En août 1933, Höfle s'inscrit au parti nazi autrichien et, quelque temps après, entre dans la SS. Dans la vie civile, il exerce d’abord le métier de mécanicien d’entretien pour automobiles puis de chauffeur de taxi. En 1935, il s'engage dans l'Allgemeine SS. Mais il est arrêté pour agitation politique et emprisonné à Salzbourg de mai 1935 à janvier 1936.

### Le Troisième Reich à partir de 1938, la guerre et l'extermination
L'Autriche est annexée par le Troisième Reich en mars 1938. Après avoir dirigé une unité SS, il rejoint début 1939 la SS-Verfügungstruppe (la future Waffen-SS) puis participe à la campagne de Pologne en 1939 ; il intègre à Nowy Sacz une milice nazie locale (Selbstschutz). En novembre 1940, il supervise des camps de travail pour Juifs près de Lublin pour le projet Bug-Graben, réseau de fossés anti-chars sur la ligne de démarcation à l'Est. En 1941, il est à Mogilev en Biélorussie où il s'occupe de constructions. Début 1942, il devient chef d'état-major (Hauptabteilung) et commandant en second de l’Aktion Reinhard sous les ordres d'Odilo Globocnik et organise depuis la caserne Julius Schreck — quartier général à Lublin — toutes les déportations des Juifs du Gouvernement général de Pologne vers les camps d'extermination de Treblinka, Bełżec, Majdanek et Sobibor. Il est aussi responsable de la formation, l'organisation et l'affectation des effectifs. Chaque membre SS doit ainsi signer le serment de secret suivant :

« Le SS Hauptsturmführer Höfle chef du bureau principal de l'opération Reinhard des SS et du chef de la police dans le district de Lublin m'a parfaitement informé et donné les ordres suivants/ 1/je ne dois en aucune circonstance donner à quiconque, en dehors du personnel de l'opération Reinhard, d'informations verbalement ou par écrit sur le processus, les actions ou les évènements concernant les évacuations des Juifs. 2/ je suis informé que le processus d'évacuation des Juifs est un dossier classé document secret du Reich. 3/je suis informé qu'il est strictement interdit de prendre des photographies dans les camps de l'opération Reinhard, je suis conscient des responsabilités que m'impose la tâche que l'on m'a confiée. Je jure de les respecter au maximum de mon information et de ma conscience. Je suis informé que mon devoir de garder le secret se prolonge même après avoir quitté le service. »

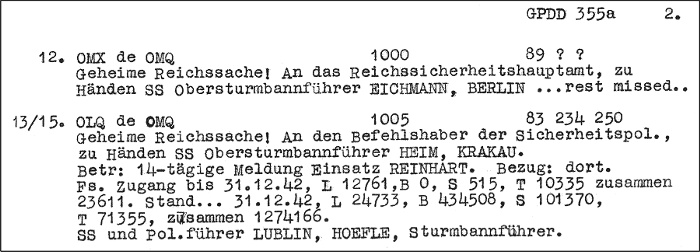
Télégramme de Höfle sur le nombre total de déportés pour une période de quinze jours (zusammen 23611) et le nombre total au 31 décembre 1942 (zusammen 1274166 dont Lublin-Majdanek 24733, Bełżec 434508, Sobibor 101370, Treblinka 713555).

Höfle en personne procède à la sélection des déportés dans la gare ferroviaire de Naleczow, soit vers les ghettos de transit (Opole Lubelskie, Konskowola, Deblin) soit vers les camps d'extermination. Au mois de novembre 1943, il participe activement à l'action Erntefest (fête de la moisson), l'assassinat de tous les Juifs des camps de travail dans le district de Lublin. Il quitte Lublin et commande quelque temps un bataillon SS au camp de Sachsenhausen puis est affecté en Hollande et à Bruxelles. Il rejoint Globocnik à Trieste.

### Après-guerre: la fuite en Europe
À l'arrivée des Alliés, lui et Globocnik se cachent dans un chalet d'alpage près de Weissensee en Carinthie. Ils sont capturés par des hussards britanniques (le Queen's own 4th hussards) le 31 mai 1945. Interrogé, il est relâché et recouvre la liberté. En 1948, le gouvernement polonais engage des poursuites contre lui. Mis au courant, il se cache en Italie puis revient en Autriche en mars 1951 et entre illégalement en Allemagne où il se fait arrêter. Il donne son identité mais n'est pas inquiété. Il obtient des papiers ouest-allemands puis finit par accepter de travailler pour l'organisation « Gehlen », une agence de renseignements de l'armée américaine pour l'Europe. Pendant cinq mois, il est payé 100 DM par mois pour cette activité.

### Arrestation et suicide
Höfle est finalement arrêté à Salzbourg en 1962 et transféré en juin à Vienne dans l'attente de l’instruction de son procès, mais le 20 août, il se pend dans sa cellule.